# Hanleyella oldroydi
Hanleyella oldroydi är en blötdjursart som först beskrevs av Bartsch MS, Dall 1919.  Hanleyella oldroydi ingår i släktet Hanleyella och familjen Leptochitonidae. Inga underarter finns listade i Catalogue of Life.